# Dan Olofsson
Dan Olofsson, né le 24 septembre 1950 à Ekenäs en Finlande, est un homme d'affaires, entrepreneur et philanthrope suédois.

## Biographie

### Enfance et Éducation
Dan Olofsson est né à Ekenäs en Finlande. Il a un an quand sa famille part de Finlande pour s'installer à Malmö dans le Sud de la Suède, où il grandit,. 

### Carrière professionnelle
Ses études finis, il commence une carrière dans le secteur du conseil technologique, puis travaille dans l’entreprise U.B.B. (maintenant Sweco) continuant, après, chez Scandiaconsult.
En 1986, il fonde l’entreprise Sapia. Dans celle-ci, il est assigné à la tâche de former le département de Cabinet Conseil. Il a acquis cette entreprise, la rebaptisant Sigma et en devient le Directeur Général. La première cotation boursière s’opère en 1997. En 2001, Sigma se divise en trois entreprises indépendantes : Sigma, Epsilon et Teleca desquelles il se constitue Président.
En 1986, les trois compagnies comprennent environ 8 000 employés, avec beaucoup d'agences dans plus de dix pays.  
Dan Olofsson participe à de nombreuses ventes et acquisitions. La plus grande transaction est alors la vente du projet Epsilon AF en 2012.
À l'automne 2012, son autobiographie, Mine tre liv (Mes Trois Vies), est publiée par Ekerlids Förlag.

### Engagement avec l'Afrique du Sud et avec Malmö
Depuis plusieurs années, Dan Olofsson développe un fort engagement social en Afrique du Sud. Son engagement philanthropique est mieux vu par le biais de « Star for Life », que Dan et son épouse Christin ont lancé en 2005. 250 000 jeunes ont participé à un programme préventif, pendant trois ans, contre le VIH/sida en Afrique du Sud, en Namibie et au Sri Lanka,. 
Dan Olofsson est également le fondateur de la Fondation Thanda, qui travaille sur des projets dans le KwaZulu-Natal ainsi que dans le village natal de Nelson Mandela, Mvezo.
Au printemps 2011, il a initié le financement de « Uppstart Malmö », une société fiduciaire dont le but est de créer plus d'emplois dans les zones défavorisées de sa ville natale de Malmö. Le concept, sous la dénomination fiduciaire, est de fournir des conseils de soutien et une aide financière aux entrepreneurs locaux qui veulent développer leurs idées d'entreprise et créer plus d'emplois. 1 800 personnes au total ont obtenu du travail par le biais de cette initiative[réf. nécessaire]. 